# Johannes Dürrner

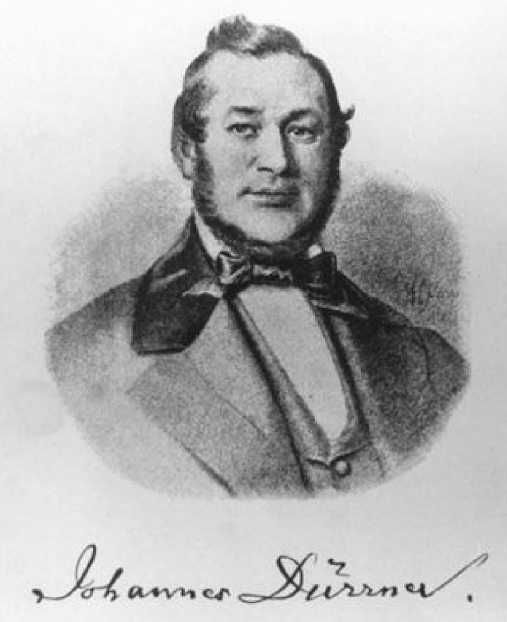
Johannes Dürrner

Johannes Dürrner, eigentlich Johann Rupprecht Dürrner (* 15. Juli 1810 in Ansbach; † 10. Juni 1859 in Edinburgh), war ein deutscher Komponist und Musikdirektor.

## Leben
Dürren besuchte das Ansbacher Gymnasium Carolinum und die Bürgerschule. Früh beherrschte er mehrere Instrumente. Da seine Eltern keine künstlerische Laufbahn vorgesehen hatten, bezog Dürrner zunächst ab 1827 das Lehrerseminar in Altdorf. In Nürnberg erhielt er bei Ernst Blumroeder Kontrapunktunterricht, ab 1830 dann in Dessau eine Ausbildung im Komponieren und Dirigieren bei Friedrich Schneider. 1831 wurde Dürrner Stadt- und Stiftskantor in Ansbach. Dort gründete er unter anderem 1833 den Männerchor Liederkranz. Trotz vielfältiger Aktivitäten wuchs Dürrners Unzufriedenheit ob der beschränkten musikalischen Verhältnisse in der Kleinstadt. 
Sein Violinspiel versuchte Dürrner bei Bernhard Molique in Stuttgart und Ferdinand David in Leipzig zu perfektionieren. Über David lernte er Felix Mendelssohn Bartholdy kennen. Um sich bei diesem und Moritz Hauptmann weiterzubilden, ging er 1843 nach Leipzig. Dort lernte er auch den schottischen Organisten und Musikverleger David Hamilton kennen, auf dessen Anraten er 1844 nach Edinburgh auswanderte. 
Dort unterrichtete Dürrner teils freischaffend, teils an der School of Music der St. John’s Episcopal Church. Auch trat er als Violinist auf und leitete ab 1845/46 die Musical Association.

## Werke
Dürrner hat hauptsächlich überaus beliebte Lieder geschrieben, bevorzugt für Männerchor.